# Mistero buffo
Mistero buffo è un'opera teatrale di Dario Fo.
Presentato per la prima volta come giullarata popolare nel 1969, è di fatto un insieme di monologhi che descrivono alcuni episodi ad argomento biblico, ispirati ad alcuni brani dei vangeli apocrifi o a racconti popolari sulla vita di Gesù. Ebbe molto successo e fu replicato migliaia di volte, perfino negli stadi. È recitato in una lingua reinventata, una miscela di molti linguaggi fortemente onomatopeica detta grammelot, che assume di volta in volta la cadenza e le parole, in questo caso, delle lingue locali padane.
Mistero buffo fu un'opera originale che influenzò molti autori e attori, e viene considerato un modello per il genere del teatro di narrazione, sviluppato in seguito da attori-narratori come Baliani e Paolini. Una differenza che tuttavia separa nettamente le rappresentazioni di Fo dagli spettacoli narrativi della generazione successiva è il diverso uso del corpo e delle potenzialità sceniche dell'attore. Nel Mistero buffo ogni suono, verso, parola o canto, uniti alla complessa gestualità utilizzata formano un insieme semantico inscindibile, di cui il racconto degli eventi è solo un canovaccio. Lo stile, irriverente e portato all'eccesso, si richiama infatti alle rappresentazioni medioevali eseguite dai giullari e dai cantastorie.
Il punto centrale dell'opera è costituito dalla presa di coscienza dell'esistenza di una cultura popolare, vero cardine della storia del teatro ma anche di altre arti, che è stata sempre, secondo Fo, posta in piano subalterno rispetto alla cultura ufficiale. Tramite l'esposizione di drammi religiosi, moralità e parabole in chiave satirico-grottesca ed anticlericale, Fo rovescia il punto di vista dello spettatore ponendo l'accento sulla mistificazione degli avvenimenti storici e letterari nel corso dei secoli. Per questo motivo l'opera prende il nome di "Mistero buffo", in riferimento ai Misteri riletti in chiave buffonesca. Le edizioni di Mistero buffo sono numerose e constano di differenti integrazioni durante il corso degli anni: Rosa fresca aulentissima, componimento di Cielo d'Alcamo che apre la rappresentazione, era assente nella prima edizione dell'opera. Lo stesso Dario Fo ha confermato che nella stesura dell'opera ha avuto una certa influenza la raccolta di novelle Le Parità e le storie morali dei nostri villani dell'antropologo chiaramontano Serafino Amabile Guastella.

## Episodi

### Resurrezione di Lazzaro
La scena si svolge nel cimitero dove è sepolto Lazzaro. Vengono descritte le scene precedenti all'arrivo di Gesù: il custode che raccoglie i soldi per l'ingresso allo "spettacolo", l'uomo che vende le sedie alle signore, il giro di scommesse se Gesù riuscirà o meno a resuscitare Lazzaro.

### Bonifacio VIII
(Mistero Buffo)
La vicenda narra di Bonifacio VIII in processione mentre dall'altra parte c'è la processione di Gesù dove tutti i suoi servitori accorrono lasciando il papa da solo in mezzo alla strada. Segue il dialogo tra i due che si conclude con un calcio nel sedere da parte di Gesù.

### La fame dello Zanni
Zanni è un povero che preso dalla fame si addormenta e sogna di mangiare qualsiasi cosa: sogna di avere tre pentoloni dove cucina polenta, cinghiale e verdure; poi non ancora sazio inizia a mangiare parti del suo stesso corpo, lasciando solo la bocca a masticare. Dopo essersi svegliato e aver capito che si trattava di un sogno, dapprima si dispera, poi (sempre in preda ai morsi della fame) si sazia con una mosca che lo stava infastidendo.

### Storia di San Benedetto da Norcia
Si racconta che San Benedetto durante la preghiera levitasse in aria. Poi lo fecero anche tutti i suoi confratelli e da ultimo anche il cuoco obeso del convento. San Benedetto ne esce con la trovata di usare come ancore degli strumenti di lavoro tipo zappa e vanga, così non solo con la preghiera ma anche con il lavoro, nasce la sua famosa regola.

### Grammelot di Scapino
Scapino è il vecchio servo di un giovane ricco che deve la sua fortuna all'eredità paterna. Il giovane non si era mai interessato degli affari di famiglia, facendo la bella vita, tutto preso dai piaceri fintanto che il padre era in vita. La morte del padre lo costringe a cambiare radicalmente il suo modo di agire, ma il giovane lasciato a se stesso non saprebbe nemmeno da che parte cominciare. Il vecchio servo Scapino allora gli insegna i trucchi del mestiere, dal come vestirsi al come comportarsi in pubblico con amici e avversari. Questo grammelot non usa i soliti accenti padani, rifacendosi invece a quelli francesi. Fo infatti sostiene che questo particolare pezzo sia stato usato dallo stesso Molière come canovaccio in alcune sue opere che dovevano necessariamente restare prive di testo scritto al fine di evitare rivalse da parte di chi avrebbe potuto sentirsi preso in causa dalla satira dell'autore francese (il grammelot infatti è un linguaggio che risulta perfettamente comprensibile al pubblico fondendo gesti e suoni che rievocano solo in parte le parole, ed è perciò impossibile da trascrivere e quindi da usare in tribunale).
Tutto l'episodio perciò gira intorno alla figura di Scapino che prima dice al giovane di mettere al bando i vestiti di seta e pieni di fronzoli sostituendoli con abiti scuri e semplici, poi gli insegna come apparire sempre buono, riempiendo di baci i bambini indigenti e dando loro dei soldi mentre la gente lo guarda e poi riprendendosi le monete una volta che non è più al centro dell'attenzione. Infine gli insegna come liberarsi dei nemici: non aspettandoli nel buio e uccidendoli di soppiatto (la violenza infatti è da abolire) ma piuttosto citandoli in tribunale e poi facendo l'impossibile per farli condannare a morte, per esempio usando ogni possibile trucco giuridico contenuto in vecchissimi codici caduti in disuso ma mai abrogati, non dimenticandosi mai di mostrarsi profondamente scosso per la condanna e per l'esecuzione del proprio nemico. Al vecchio sistema aristocratico dell'onore fine a se stesso Scapino sostituisce il sistema più borghese della dissimulazione e dell'ipocrisia.

### Grammelot dell'avvocato inglese
In questo grammelot Dario Fo impersona la figura dell'avvocato inglese, prendendo di mira il mondo dei tribunali e dei processi. L'avvocato in questione si trova a difendere un giovane, non nuovo ad atti di violenza carnale sulle donne. Nel "prologo" all'episodio (in cui l'autore racconta il particolare clima sociale e storico che ha portato alla "stesura" del grammelot) Fo sostiene che nel medioevo e fino alla prima parte della età moderna (si fa esplicito riferimento alla "defensa" dell'età elisabettiana) esistesse una legge (detta appunto "defensa" o difesa) per cui il violentatore, scoperto in flagrante da familiari della vittima, potesse cavarsi d'impiccio spargendo velocemente delle monete ai piedi della vittima a mo' di risarcimento e al contempo recitando una formula rituale che lo rendeva intoccabile per i familiari adirati. In questo episodio il giovane però si trova in una situazione decisamente più scomoda, avendo violentato una ragazza appartenente a una classe sociale più elevata della sua, per la quale risarcimenti e formule valgono poco. L'avvocato allora dimostrerà la totale innocenza dell'imputato, sostenendo l'esatto opposto della verità, cioè che è stata la giovane a dimostrarsi provocante e che l'accusa di stupro è inconsistente in quanto lei era assolutamente consenziente, al contempo il violentatore è rappresentato come un giovane timido e studioso, indotto al "peccato" proprio dagli atteggiamenti della ragazza.
Fo sostiene che questo particolare episodio è stato ispirato (o comunque è molto vicino) a un pezzo teatrale di Gil Vicente, in cui però il violentatore è un curato e la vittima una giovane contadina, anch'essa colpevole di aver provocato il religioso per via dei movimenti che faceva nel chinarsi al prendere il grano. Anche nel testo di Vicente il curato finisce per essere dichiarato innocente.

### Maria alla Croce
Una delle poche storie raccontate da Franca Rame, in cui narra la storia di Maria sotto la croce, sotto gli occhi di suo figlio sofferente; lei vorrebbe aiutarlo, ma la guardia glielo impedisce. La storia si conclude con un dialogo: Maria condanna l'arcangelo Gabriele per la mancata rivelazione di questo finale tragico, mentre le aveva preannunciato solo la dolce attesa.

### Il miracolo delle nozze di Cana
Il miracolo viene spiegato dall'arcangelo Gabriele ma continuamente interrotto da un ubriaco reduce dalle nozze in cui abbondava il vino. L'ubriaco riesce a cacciare l'arcangelo e narra la storia dal proprio punto di vista.

### Il primo miracolo di Gesù bambino
In questa giullarata Dario Fo racconta in lingua lombarda e in chiave comica una vicenda dell'infanzia di Gesù Bambino narrata nei Vangeli apocrifi.

## Edizioni
- Mistero buffo. Giullarata popolare in lingua padana del '400, Cremona, Tip. lombarda, 1969.
- Mistero buffo, in Compagni senza censura, I, Milano, Mazzotta, 1970.
- Mistero buffo. Giullarata popolare, Verona, Bertani, 1973; 1974; 1977.
- Le commedie di Dario Fo, volume V, Mistero buffo; Ci ragiono e canto, Torino, Einaudi, 1977.
- Mistero buffo. Giullarata popolare, con 2 VHS, Torino, Einaudi, 1997. ISBN 88-06-14827-3.
- Mistero buffo. Giullarata popolare, Torino, Einaudi, 1997. ISBN 88-06-14831-1.
- Mistero buffo. Giullarata popolare, Torino, Einaudi, 2003. ISBN 88-06-16527-5.
- Mistero buffo. A cura di Franca Rame. Nuova edizione integrale con un prologo inedito dell'autore, Collana Quaderni della Fenice, Parma, Guanda, 2018, ISBN 978-88-235-2020-2.
- Mistero Buffo, Messina, Liceo Scientifico e Linguistico Statale Archimede, 30/05/2022, Pon “La scuola incontra il Teatro” (adattamento testi a cura di Francesca Spadaro), regia a cura di Francesca Spadaro e Tania Marano.